# Lycaon pictus manguensis
Il licaone dell'Africa occidentale (Lycaon pictus manguensis Matschie, 1915) è una sottospecie di licaone originaria dell'Africa occidentale. Viene classificato come «gravemente minacciato» (Critically Endangered) dalla IUCN, in quanto gli studiosi ritengono che ne rimangano in natura solamente 70 esemplari adulti.
In passato il licaone dell'Africa occidentale occupava un vasto areale esteso su Africa occidentale e centrale, dal Senegal alla Nigeria. Attualmente ne sopravvivono appena due sotto-popolazioni nel parco nazionale del Niokolo-Koba in Senegal e nel parco nazionale W al confine tra Benin, Burkina Faso e Niger.